# Бойчо Бойчев
Бойчо Бойчев Бо̀йчев е български лекар – ортопед и травматолог, доктор на медицинските науки, член-кореспондент на Българската академия на науките, заслужил деятел на науката (1967), народен лекар (1970).

## Биография
Роден е на 12 юни 1902 г. в град Лом, България. Следва медицина в София, дипломира се в Модена, Италия (1927). Специализира в Болоня, Италия (1936 – 1937).
От 1961 г. е ръководител на групата по ортопедия и травматология (по-късно: група за изучаване на костните тумори) при БАН. Професор (1950), директор (1946 – 1950) на първата в България клиника по ортопедия и травматология на Медицинския факултет на Софийския университет, ръководител (1950 – 1965) на катедрата по ортопедия и травматология на ВМИ в София в Медицинската академия, ръководител (1951 – 1968) на катедрата по ортопедия и травматология на Института за специализация и усъвършенстване на лекари (ИСУЛ, по-късно наречен База 2 на Медицинската академия, сега Университетска многопрофилна болница за активно лечение „Царица Йоанна – ИСУЛ“ ЕАД).
Председател на Дружеството на ортопедите и травматолозите и на Републиканското научно-медицинско дружество по история на медицината. Член е на съвета на Международното дружество за ортопедия, хирургия и травматология, почетен член на Всесъюзното научно-медицинско дружество на хирурзите-травматолози и ортопеди в Москва, на Италианското дружество по ортопедия и травматология, на Полското ортопедично и травматологично дружество и др.
Бойчев е основоположник на травматологията и ортопедията в България. Въвежда нови оперативни методи, признати в страната и чужбина.
Издаденото през 1983 г. под общата редакция на проф. Янаки Холевич ръководство по оперативна ортопедия е наречено в памет на проф. Бойчев „Бойчева оперативна ортопедия и травматология“.

## Памет
Неговото име носи днес Университетската специализирана болница за активно лечение по ортопедия „Проф. Бойчо Бойчев“ Архив на оригинала от 2013-04-04 в Wayback Machine., на чиито днешни клиники той е поставил основите за развитие.
На Бойчо Бойчев е наречена улица в София, част от Околовръстния път (Карта).

## По-важни трудове
- „Практическа ортопедия и травматология (2 части, 1943 – 1946, 2 преработени издания, 1947 – 1951)
- „Тумори на костите“ (1961)
- „Костни присаждания“ (1966, в съавторство с И. Андреев, Р. Райчев и С. Мечкарски)